# Polystachya montiquetiana
Polystachya montiquetiana là một loài thực vật có hoa trong họ Lan. Loài này được Stévart & Geerinck mô tả khoa học đầu tiên năm 2003.